# 三文オペラ (1931年の映画)
『三文オペラ』（さんもんおぺら、原題：ドイツ語: Die Dreigroschenoper, 英語: Beggar's Opera）は、1931年に制作されたドイツとアメリカの合作映画である。
1932年度キネマ旬報ベストテン3位。1952年のベルギー世界映画・美術博覧会におけるベルギー王立シネマテーク主催の映画史上のベストテン映画選出で９位となった。

## キャスト
- メッキー・メッサー - ギャングの親分：ルドルフ・フォルスター
- ポリー・ピーチャム - メッキー・メッサーの新妻：カローラ・ネイベル
- ティガー・ブラウン - 警察署長：ラインハルト・シュンツェル
- エレミヤ・ピーチャム - 乞食の親分：フリッツ・ラスプ
- ピーチャムの妻：バレスカ・ゲルト
- ジェニー - メッキー・メッサーの情婦：ロッテ・レーニャ
- バラードの歌手 - 狂言回：エルンスト・ブッシュ
- 看守スミス：ウラジミール・ソコロフ
- 牧師：ヘルマン・ティミグ

## スタッフ
- 監督：G・W・パブスト
- 脚本：ベルト・ブレヒト
- 原作戯曲：ジョン・ゲイ
- 撮影：フリッツ・アルノ・ワグナー
- セット：アンドレ・アンドレイエフ
- 作曲：クルト・ヴァイル